# Magnolia persuaveolens
Magnolia persuaveolens là một loài thực vật có hoa trong họ Magnoliaceae. Loài này được Dandy mô tả khoa học đầu tiên năm 1928.